# 楊黻
楊黻，字民服，江西吉水人。明朝初期政治人物。
永樂十三年（1415年）乙未科進士。 後担任御史。明仁宗即位后，上疏言十事。后升任衛王府右長史。為官清廉，盡心獻策。明宣宗宣德初年去世。
也就是說，楊黻雖是江西吉水人，但是在《登科錄》的永樂乙未進士榜單上有楊黻，並無楊黼，應是同一人。
又民間《集福消災之道》中，有楊黼獨自前往四川拜訪無際大師的情節。